# Una Introducció als Minerals Formadors de Roques
Una Introducció als Minerals Formadors de Roques (en anglès An Introduction to the Rock-Forming Minerals) és un llibre sobre mineralogia escrit per William Alexander Deer, Robert Andrew Howie i Jack Zussman, sovint considerat la "bíblia" de la mineralogia. Cobreix centenars de minerals, amb detalls de la seva estructura, química i propietats òptiques i físiques, distingint les seves característiques i paragènesi. El rang d'entrades va d'entre una o dues pàgines per minerals poc comuns, fins a dotzenes de pàgines per minerals important uns com els feldespats.
La primera edició va ser publicada l'any 1966, i se'n va publicar el 1992 una altra substancialment expandida. Una tercera edició va ser publicada el 2013. És un llibre de referència per als universitaris i estudiants de postgrau.
Una Introducció als Minerals Formadors de Roques és una versió condensada de la publicació amb molts volums anomenada Rock-forming Minerals , dels mateixos autors, la qual va ser publicada entre els anys 1962 i 1963. Una segona edició d'aquesta obra va ser publicada el 1978. La versió condensada omet algunes referències, etimologia i anàlisis químiques presents en l'obra principal.

## Edicions
- W.Un. Cérvol, R.Un. Howie, i J. Zussman. (1962). Una Introducció als Minerals que formen Rock. London: Longmans. 528pp.
- W.Un. Cérvol, R.Un. Howie, i J. Zussman. (1992). 2n ed. Una Introducció als Minerals que formen Rock. Essex: Longman Científic i Tècnic; Nova York: Wiley.  . 696pp.
- W.Un. Cérvol, R.Un. Howie, i J. Zussman. (2013). 3r ed. Una Introducció als Minerals que formen Rock. London: Mineralogical Societat. ISBN 9780903056274. 498pp.